# Hermann Kündig (Gewerkschafter)
Hermann Kündig (* 10. Januar 1878 in Herrliberg, Kanton Zürich; † 23. Februar 1954 in Basel) war ein Schweizer Gewerkschaftsfunktionär und Grossrat des Kantons Basel-Stadt.

## Leben
Hermann Kündig wurde am 10. Januar in 1878 in der kleinen Gemeinde Herrliberg am Zürichsee geboren. Seine Eltern waren der Landwirt Kaspar Kündig und dessen Ehefrau Margaretha, geb. Schneider. Er absolvierte eine Lehre als Kunstglaser und verbrachte während seiner anschliessenden Wanderjahre unter anderem längere Zeit in Berlin. Dort heiratete er am 10. Juni 1909 die geschiedene Wirtschafterin Wilhelmine Pokraka (1875–1969), die zwei kleine Kinder mit in die Ehe brachte.
In die Schweiz zurückgekehrt, arbeitete Kündig als Glaser in Zürich. Nach dem Generalstreik im Jahr 1912 wurde er entlassen und war längere Zeit arbeitslos. Später fand er Arbeit im Brennstoffgeschäft des Allgemeinen Komsumvereins in Basel. In den folgenden Jahren betätigte er sich vielfältig als Gewerkschaftsfunktionär und auf politischer Ebene.
Hermann Kündig starb am 23. Februar 1954 im Alter von 76 Jahren in Basel. Er fand seine letzte Ruhestätte auf dem Friedhof am Hörnli in Riehen, wo sein Grab erhalten ist.

## Gewerkschaftliches Engagement
Bereits während seiner Wanderjahre in Deutschland war Kündig in der Gewerkschaft des deutschen Glaserverbandes aktiv gewesen. Nach seiner Rückkehr in die Heimat betätigte er sich auch in der Schweiz gewerkschaftlich, sowohl im schweizerischen Glaserverband als auch beim damaligen Verband der Handels-, Transport- und Lebensmittelarbeitnehmer (VHTL).
Ab 1920 war Kündig Sekretär des im Oktober 1919 gegründeten Basler Gewerkschaftskartells, bis es 1927 wegen dessen zunehmend kommunistischer Ausrichtung zu politischen Differenzen und zu einer Spaltung innerhalb der Organisation kam und das Basler Kartell aus dem Schweizerischen Gewerkschaftsbund (SGB) ausgeschlossen wurde. Anschliessend war Kündig noch Sekretär des abgespalteten oppositionellen Gewerkschaftskartells bis zu dessen Auflösung im Jahr 1936. In den Jahren von 1928 bis 1932 war er zudem als Redaktor der Zeitung Der Kampfruf tätig, die 1930 in Der rote Gewerkschafter umbenannt wurde.

## Politische Tätigkeit und Ämter
Kündig war zunächst Mitglied der Sozialdemokratischen Partei der Schweiz (SP), später der Kommunistischen Partei der Schweiz (KPS). Im Jahr 1924 nahm er als Delegierter am 5. Weltkongress der Kommunistischen Internationale in Moskau teil.
Von 1919 bis 1938 gehörte Kündig als Grossrat dem Kantonsparlament des Kantons Basel-Stadt an.
Nach dem Verbot der Kommunistischen Partei der Schweiz trat Kündig nach dem Zweiten Weltkrieg in deren Nachfolgeorganisation, die kommunistisch ausgerichtete Partei der Arbeit der Schweiz (PdA), ein.